# Нгуни (языки)
Нгуни — группа языков банту. Распространена в южной части Африки, среди народов нгуни. На этих языках в основном разговаривают на территории ЮАР. На этом языке также разговаривают на территории Эсватини и на территории Зимбабве.

## Классификация

### Языки зунда
- Зулу
- Коса
- Северный ндебеле
- Южный ндебеле

### Языки текела
- Свати
- Язык сумаела ндебеле[англ.]
- Пхути[1]
- Бхака[2]
- Хлуби[3]
- Лала
- Нхлангвини